# Gilbert Gérintès
Gilbert Gérintès   (Saint-Étienne, 16 d'agost de 1902 - Mèxic, 15 de maig de 1968) va ser un jugador de rugbi a 15 francès que va competir entre la dècada de 1920.
El 1924 va ser seleccionat per jugar amb la selecció de França de rugbi a 15 que va prendre part en els Jocs Olímpics de París, on guanyà la medalla de plata.
Pel que fa a clubs, jugà al CASG Paris i al Moseley FC d'Anglaterra.